# Bandeira e escudo de Castela-Mancha

## Bandeira

A Bandeira de Castilla-La Mancha é um dos símbolos representativos da Comunidade autônoma de Castilla-La Mancha, definido por seu estatuto de autonomia.

## Escudo

O Escudo de Castilla-La Mancha aparece regulado na Lei 1/1983, de 30 de junho, sobre o escudo da região de Castilla-La Mancha.